# Diospyros subenervis
Diospyros subenervis är en tvåhjärtbladig växtart som först beskrevs av Joseph Marie Henry Alfred Perrier de la Bâthie, och fick sitt nu gällande namn av George Edward Schatz och Porter Prescott Lowry. Diospyros subenervis ingår i släktet Diospyros och familjen Ebenaceae. Inga underarter finns listade i Catalogue of Life.